# Floirac (Gironde)
Cet article possède un paronyme, voir Florac.
Pour les articles homonymes, voir Floirac.
Floirac est une commune du Sud-Ouest de la France, située dans le département de la Gironde, en région Nouvelle-Aquitaine.

## Géographie

### Localisation
Située dans l'Entre-deux-Mers, sur la rive droite de la Garonne, au sud-est du quartier de la Bastide, Floirac est une commune limitrophe de Bordeaux. Elle fait partie de son aire et de son unité urbaine. Au sud, le ruisseau de la Jacquotte marque la limite avec la commune de Bouliac, de la Garonne à la commune de Tresses.

### Communes limitrophes
Les communes limitrophes en sont Cenon au nord, Artigues-près-Bordeaux au nord-est, Tresses à l'est, Bouliac dans un grand sud-sud-est, Bègles au sud-ouest, séparée de Floirac par la Garonne, et Bordeaux à l'ouest.
|          | Cenon   | Artigues-près-Bordeaux |
| Bordeaux | Floirac | Tresses                |
| Bègles   | Bouliac |                        |

### Géologie

#### Sous-sol
Le sol de la partie basse de Floirac est composé d'alluvions déposées par la Garonne pendant le quaternaire. Elles sont constituées d'argiles, de sables et de graviers. Cette strate d'alluvions repose sur une couche de marnes de l'oligocène inférieur.
Le coteau laisse apparaître à sa base cette même couche de marnes, surmontée ensuite par une épaisse strate de calcaires riche en astéries datant de l'oligocène moyen.

#### Sismicité
Une faille longe la Garonne au niveau du bas-Floirac. Le dernier séisme important lié à cette faille date du 10 août 1759. Cependant, Floirac, comme le reste du département de la Gironde est considéré comme une zone de sismicité négligeable : le risque reste donc minime.

### Relief
Comme la plupart des communes de la « rive droite », Floirac est bâtie à cheval sur le coteau et se trouve divisée entre le « haut-Floirac » et le « bas-Floirac ». La vallée de la Jacotte entaille le coteau au sud-est de la commune. Elle est utilisée comme limite de territoire avec la commune Bouliac.

### Hydrographie

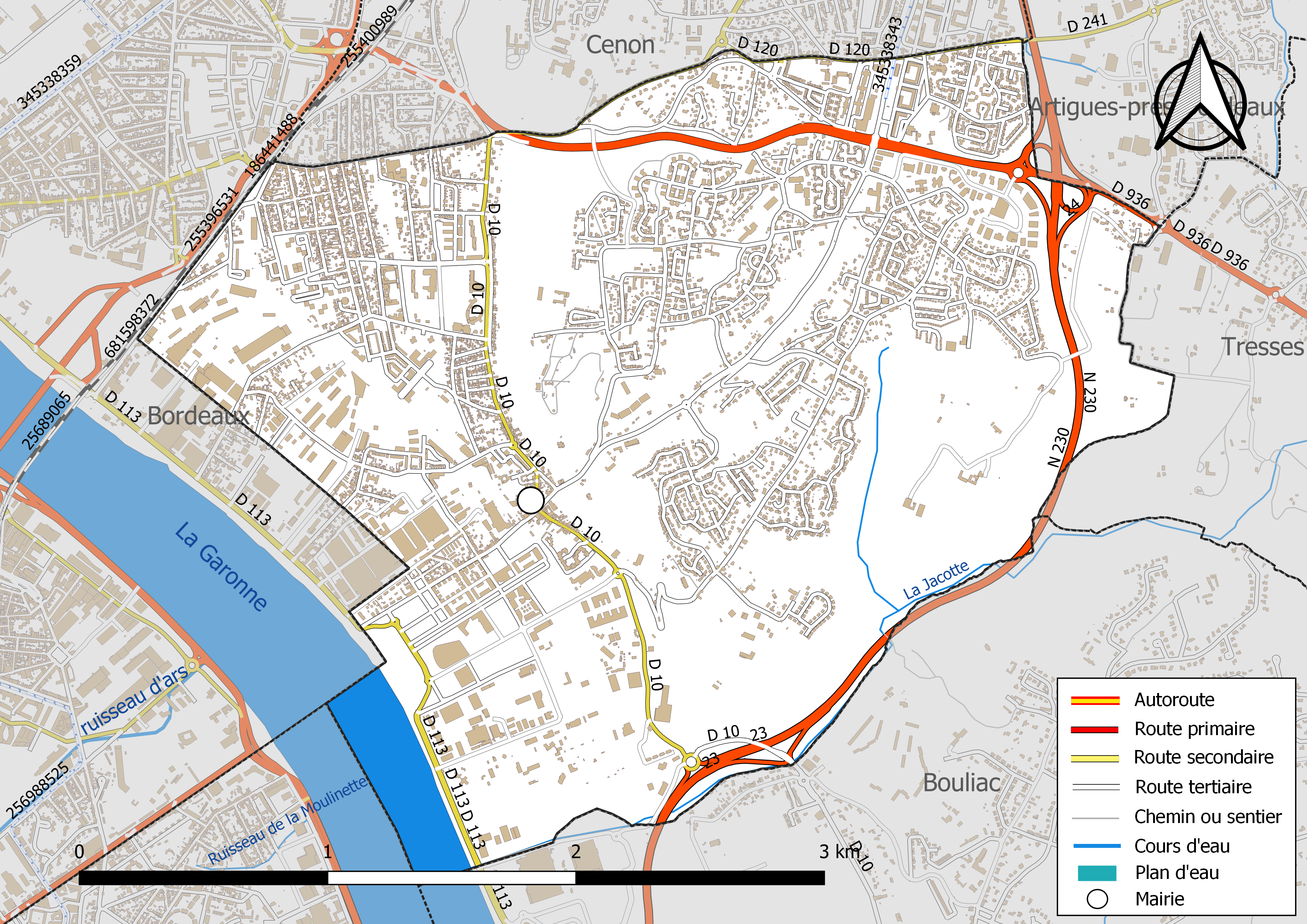
Réseaux hydrographique et routier de Floirac.

La Garonne longe la partie sud-ouest de la commune, sur les quais de la Souys. Elle s'écoule dans un axe sud-est. Une partie de la commune est construite sur l'ancien lit du fleuve. Ainsi, certaines zones du « bas-Floirac » sont jusqu'à 3 mètres sous le niveau des digues situées le long du fleuve.
Le ruisseau de la Jacquotte prend sa source sur le plateau au sud-est, puis s'écoule dans la vallée éponyme entre Floirac et Bouliac. Il longe la rocade avant de se jeter dans la Garonne, au sud-ouest de la ville. La source du Rebedech est dans le quartier Belle croix, au nord est de la commune. Longtemps utilisée par les habitants de Floirac, le Rebedech s'écoulait le long de l'actuelle rue François-Mitterrand. Busé en 1985, il n'est désormais plus visible. Il traverse la commune dans un axe nord-est sud-ouest. Comme le Rebedech, le ruisseau de la Gravette n'est plus visible. Il prend sa source sur le plateau au nord-est de la commune. Il coule le long de Monrepos, descend l'avenue Pasteur puis la rue de la Gravette au nord-ouest avant de rejoindre le quartier de la Bastide (Bordeaux) et de se jeter dans la Garonne.

### Climat
Pour des articles plus généraux, voir Climat de la Nouvelle-Aquitaine et Climat de la Gironde.
Historiquement, la commune est exposée à un climat océanique aquitain.
En 2020, Météo-France publie une typologie des climats de la France métropolitaine dans laquelle la commune est exposée à un climat océanique et est dans la région climatique  Aquitaine, Gascogne, caractérisée par une pluviométrie abondante au printemps, modérée en automne, un faible ensoleillement au printemps, un été chaud (19,5 °C), des vents faibles, des brouillards fréquents en automne et en hiver et des orages fréquents en été (15 à 20 jours).
Pour la période 1971-2000, la température annuelle moyenne est de 12,7 °C, avec une amplitude thermique annuelle de 14,7 °C. Le cumul annuel moyen de précipitations est de 880 mm, avec 12 jours de précipitations en janvier et 7 jours en juillet. Pour la période 1991-2020, la température moyenne annuelle observée sur la station météorologique la plus proche, située sur la commune de Villenave-d'Ornon à 7,11 km à vol d'oiseau, est de 14,3 °C et le cumul annuel moyen de précipitations est de 904,1 mm,. Pour l'avenir, les paramètres climatiques de la commune estimés pour 2050 selon différents scénarios d’émission de gaz à effet de serre sont consultables sur un site dédié publié par Météo-France en novembre 2022.

## Urbanisme

### Typologie
Au 1er janvier 2024, Floirac est catégorisée grand centre urbain, selon la nouvelle grille communale de densité à sept niveaux définie par l'Insee en 2022.
Elle appartient à l'unité urbaine de Bordeaux, une agglomération intra-départementale regroupant 73  communes, dont elle est une commune de la banlieue,,. Par ailleurs la commune fait partie de l'aire d'attraction de Bordeaux, dont elle est une commune du pôle principal,. Cette aire, qui regroupe 275 communes, est catégorisée dans les aires de 700 000 habitants ou plus (hors Paris),.

### Occupation des sols

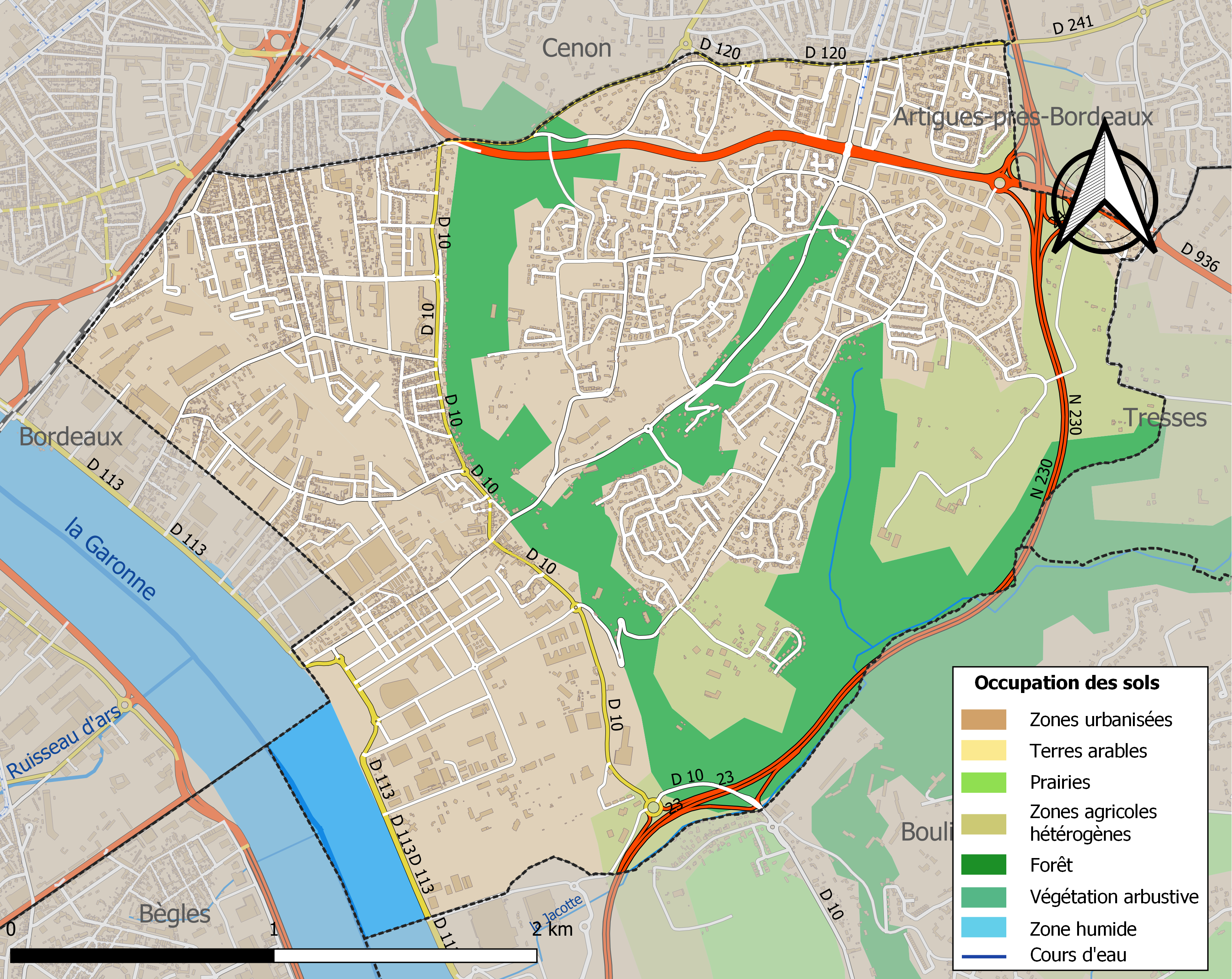
Carte des infrastructures et de l'occupation des sols de la commune en 2018 (CLC).

L'occupation des sols de la commune, telle qu'elle ressort de la base de données européenne d’occupation biophysique des sols Corine Land Cover (CLC), est marquée par l'importance des territoires artificialisés (66,2 % en 2018), en augmentation par rapport à 1990 (57,6 %). La répartition détaillée en 2018 est la suivante : 
zones urbanisées (42,8 %), zones industrielles ou commerciales et réseaux de communication (23,4 %), forêts (18,3 %), zones agricoles hétérogènes (12,8 %), eaux continentales (2,6 %). L'évolution de l’occupation des sols de la commune et de ses infrastructures peut être observée sur les différentes représentations cartographiques du territoire : la carte de Cassini (XVIIIe siècle), la carte d'état-major (1820-1866) et les cartes ou photos aériennes de l'IGN pour la période actuelle (1950 à aujourd'hui).

### Voies de communication et transport

#### Accès
La commune est accessible par l'autoroute circulaire bordant la périphérie de Bordeaux, la rocade :
- 22b Floirac - La Souys ;
- 23 Floirac - Centre ;
- 24 Haut-Floirac.

La D 936, au nord de la commune, permet de rejoindre vers l'est l'Entre-deux-Mers et vers l'ouest Bordeaux.

Tracé de la ligne A du tramway.

### Transports en commun

#### Réseau TER
La Ligne de Bordeaux-Benauge à La Sauvetat-du-Dropt inaugurée en 1873 dessert Floirac avec la gare de La Souys. Cette station a été par la suite desservie par les lignes du  tramway de Bordeaux à Cadillac (à partir de 1894) et Bordeaux - Camarsac (à partir de 1900). La dernière ligne ferme en 1949. La voie unique et la gare sont encore en place aujourd'hui.

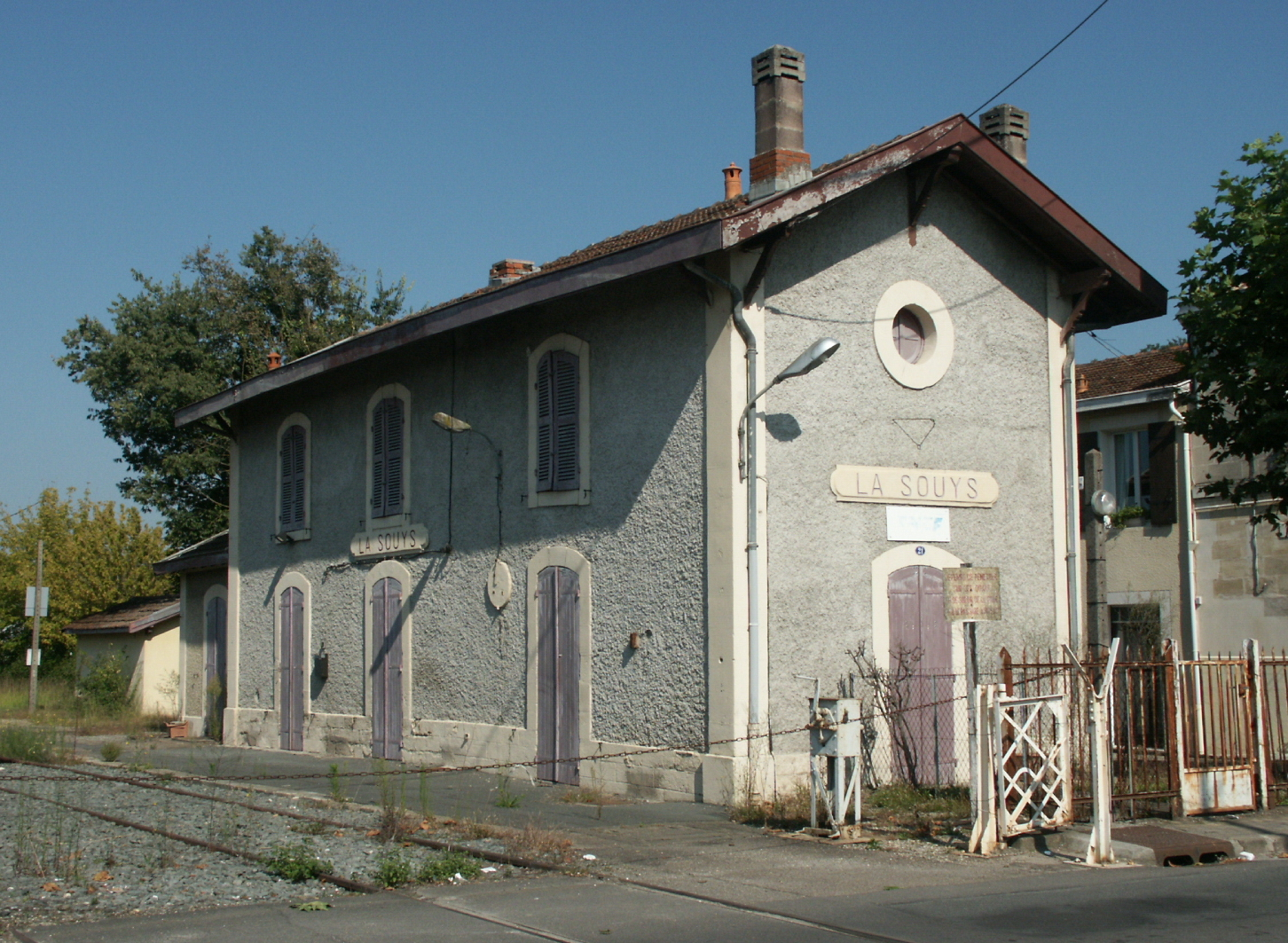
Ancienne gare de la Souys

#### Réseau TBM actuel
Floirac est desservie par les lignes TBM suivantes:
- (au terminus Dravemont)
- 16 27 28 32 45 52 80 Navette Arena

#### Réseau TBM à compter du 4 septembre 2023[17]
Le réseau TBM évoluant au 4 septembre 2023, Floirac sera desservie par les lignes TBM suivantes:
- (au terminus Dravemont)
- 16 - 25 - 28 - 32 - 60 - 65

#### Réseau TransGironde
Les lignes TransGironde, 401, 402, 404 et 501 relient Bordeaux à Branne, Camarsac, Saint-Quentin-de-Baron, Carignan-de-Bordeaux et Créon, en traversant la commune.

### Risques majeurs
Le territoire de la commune de Floirac est vulnérable à différents aléas naturels : météorologiques (tempête, orage, neige, grand froid, canicule ou sécheresse), inondations, mouvements de terrains et séisme (sismicité faible). Il est également exposé à un risque particulier : le risque de radon. Un site publié par le BRGM permet d'évaluer simplement et rapidement les risques d'un bien localisé soit par son adresse soit par le numéro de sa parcelle.

#### Risques naturels
La commune fait partie du territoire à risques importants d'inondation (TRI) de Bordeaux, regroupant les 28 communes concernées par un risque de submersion marine ou de débordement de la Garonne, un des 18 TRI qui ont été arrêtés fin 2012 sur le bassin Adour-Garonne. Les crues significatives qui se sont produites au XXe siècle, avec plus de 6,70 m mesurés au marégraphe de Bordeaux sont celles du 27 décembre 1999 (7,05 m, débit de la Garonne de 700 m3/s), du 13 décembre 1981 (6,85 m, 1500 à 2 000 m3/s), du 19 mars 1988 (6,84 m, 4 000 m3/s), du 7 février 1996 (6,77 m, 1 000 m3/s) et du 28 avril 1998 (6,73 m, 2 700 m3/s). Au XXIe siècle, ce sont celles liées à la tempête Xynthia du 28 février 2010 (6,92 m, 816 m3/s) et du 31 janvier 2014 (6,9 m, 2500 à 3 000 m3/s). Des cartes des surfaces inondables ont été établies pour trois scénarios : fréquent (crue de temps de retour de 10 ans à 30 ans), moyen (temps de retour de 100 ans à 300 ans) et extrême (temps de retour de l'ordre de 1 000 ans, qui met en défaut tout système de protection). La commune a été reconnue en état de catastrophe naturelle au titre des dommages causés par les inondations et coulées de boue survenues en 1982, 1983, 1986, 1987, 1999, 2009, 2013, 2020 et 2021,.
Les mouvements de terrains susceptibles de se produire sur la commune sont des affaissements et effondrements liés aux cavités souterraines (hors mines), des éboulements, chutes de pierres et de blocs et des tassements différentiels. Par ailleurs, afin de mieux appréhender le risque d’affaissement de terrain, l'inventaire national des cavités souterraines permet de localiser celles situées sur la commune.

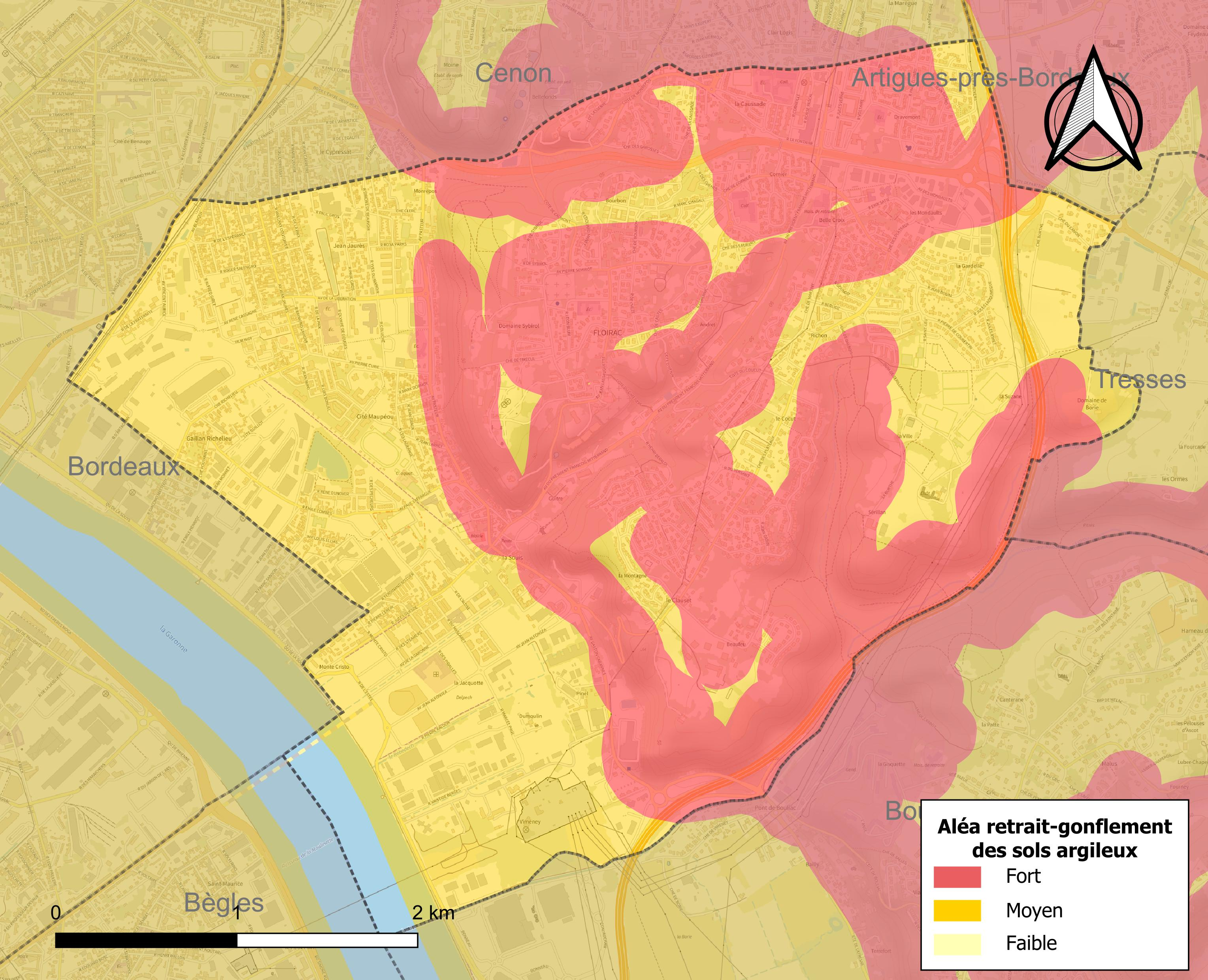
Carte des zones d'aléa retrait-gonflement des sols argileux de Floirac.

Le retrait-gonflement des sols argileux est susceptible d'engendrer des dommages importants aux bâtiments en cas d’alternance de périodes de sécheresse et de pluie. 98,5 % de la superficie communale est en aléa moyen ou fort (67,4 % au niveau départemental et 48,5 % au niveau national). Sur les 3 754 bâtiments dénombrés sur la commune en 2019, 3 754 sont en aléa moyen ou fort, soit 100 %, à comparer aux 84 % au niveau départemental et 54 % au niveau national. Une cartographie de l'exposition du territoire national au retrait gonflement des sols argileux est disponible sur le site du BRGM,.
Par ailleurs, afin de mieux appréhender le risque d’affaissement de terrain, l'inventaire national des cavités souterraines permet de localiser celles situées sur la commune.
Concernant les mouvements de terrains, la commune a été reconnue en état de catastrophe naturelle au titre des dommages causés par la sécheresse en 1989, 2002, 2003, 2005, 2011 et 2017 et par des mouvements de terrain en 1999 et 2013.

#### Risque particulier
Dans plusieurs parties du territoire national, le radon, accumulé dans certains logements ou autres locaux, peut constituer une source significative d’exposition de la population aux rayonnements ionisants. Certaines communes du département sont concernées par le risque radon à un niveau plus ou moins élevé. Selon la classification de 2018, la commune de Floirac est classée en zone 2, à savoir zone à potentiel radon faible mais sur lesquelles des facteurs géologiques particuliers peuvent faciliter le transfert du radon vers les bâtiments.

## Toponymie

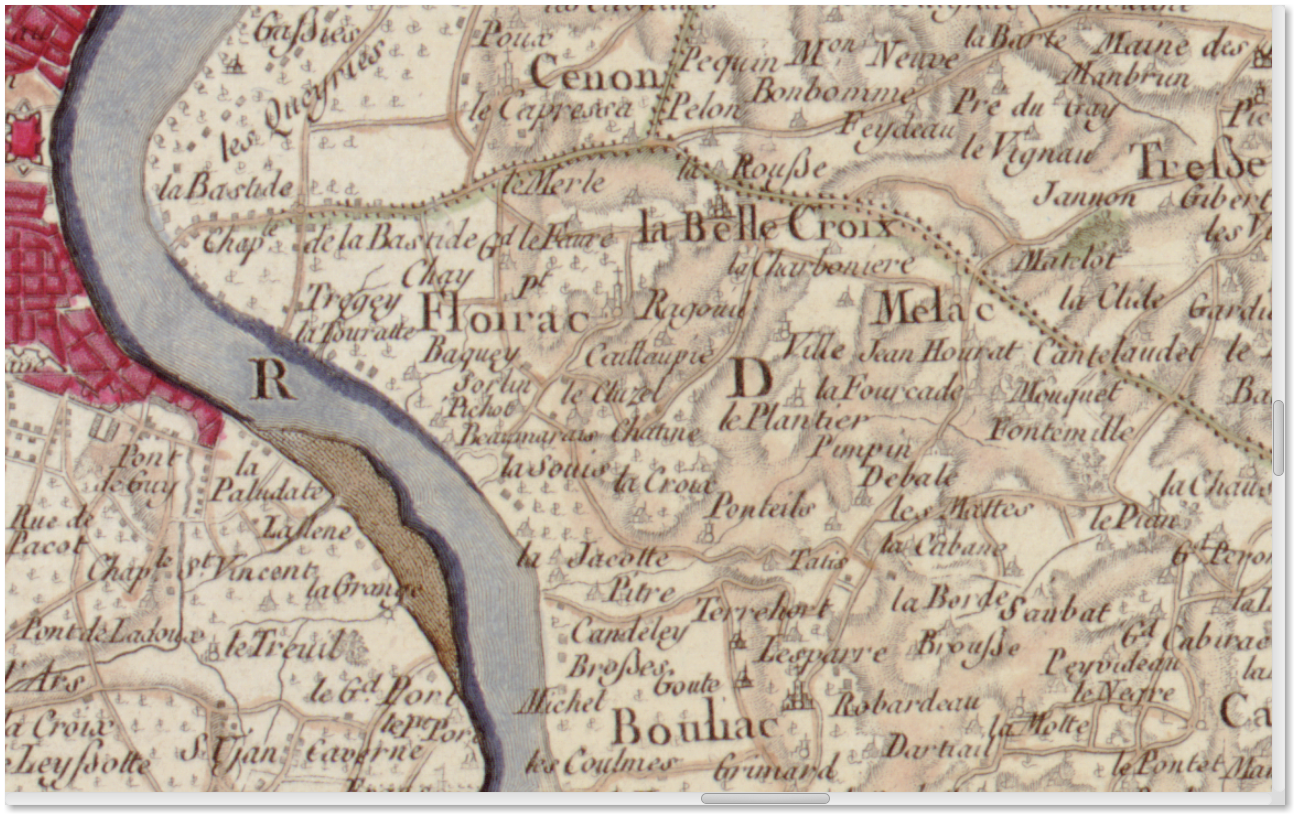
Anciens toponymes sur la carte de Cassini, Floirac en 1756.

Le nom de la localité est attesté sous la forme Floyrac en 1289.
Datant de l'époque gallo-romaine, le nom de Floirac peut soit signifier l' « endroit (où il y a ) des fleurs », soit rappeler le souvenir d'un certain Florius. Il s'agit d'un composé avec le suffixe locatif -(i)acum d'origine gauloise. Une villa gallo-romaine Floriacus est attestée par le testament de l'évêque Bertrand du Mans rédigé vers 615-616.
Homonymie avec les nombreux Floirac, Florac, Fleurac du sud et les nombreux Fleury, Fleurey et Fleuré du nord.
En gascon, le nom de la commune est Hloirac.

## Histoire

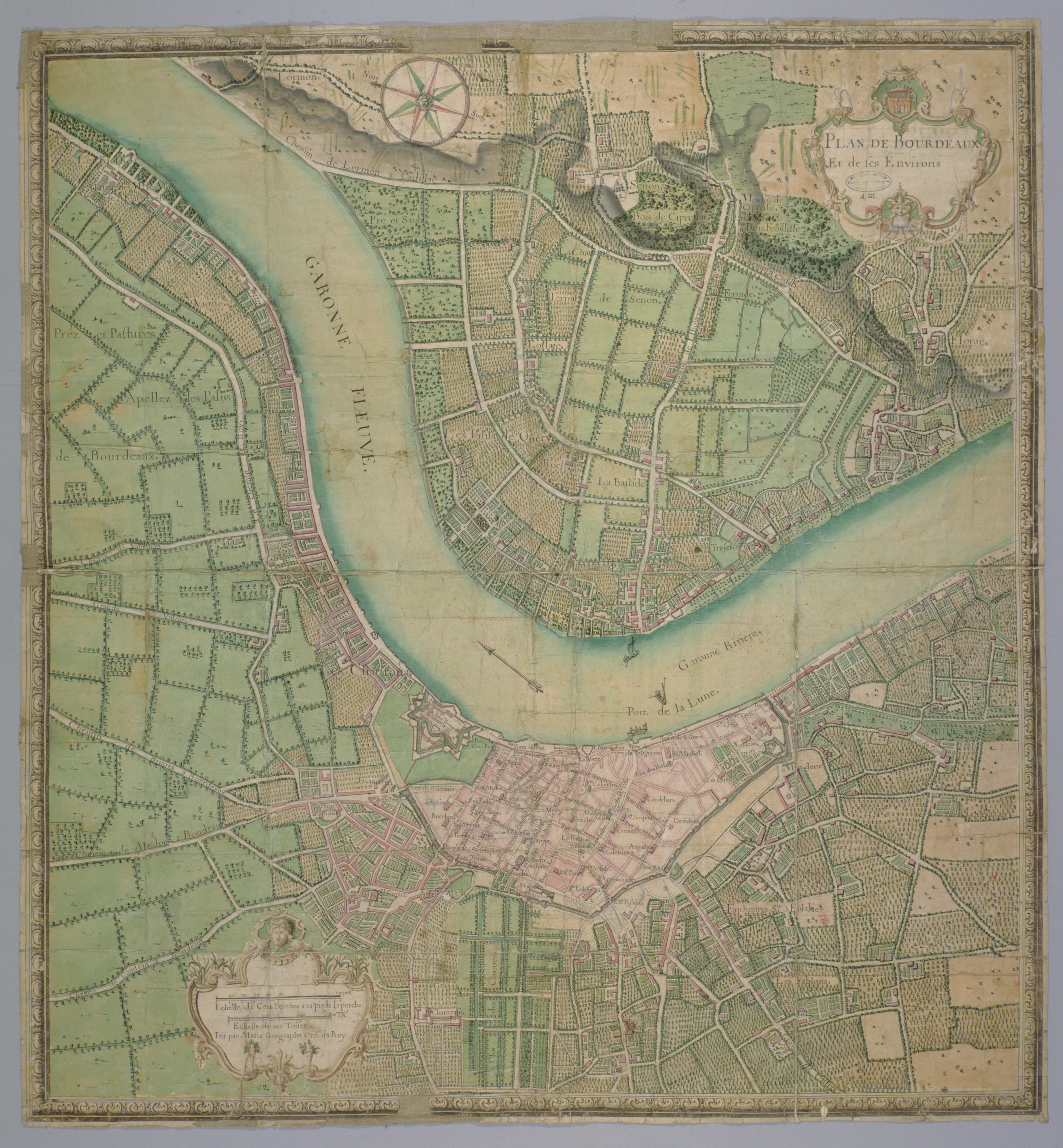
Plan de Bordeaux et de ses environs, par Hippolyte Matis (1716-1717)

- Des collégiens du C.E.S. Yves du Manoir auraient découvert un site gallo-romain au lieu-dit La Burthe en 1973-74[29].
- Dans son Répertoire archéologique de la Gironde, E. Piganeau signale en 1897 :
  - une croix de carrefour du XVe siècle
  - une autre croix de carrefour, datant de 1617, à Bellecroix,
  - et le Château de la Molère, autrefois de Feuillas, où le duc d'Épernon rallia ses troupes battues par les Bordelais le 29 décembre 1649[30].

Dans le Dictionnaire géographique, historique et politique des Gaules et de la France de 1764, on trouve l'entrée suivante pour Floirac:
FLOIRAC, dans le Bourdelois, en Guyenne, diocèse, parlement, intendance & élection de Bordeaux, juridiction de la Prévôté d'Entre-deux-Mers. On y compte 209 feux. Cette paroisse est située à la rive droite de la Garonne, à une petite lieue E.S.E. de Bordeaux. Son terroir est très fertile.

## Politique et administration
La commune de Floirac fait partie de l'arrondissement de Bordeaux. À la suite du découpage territorial de 2014 entré en vigueur à l'occasion des élections départementales de 2015, la commune est transférée du canton de Floirac supprimé dont elle était le chef-lieu au canton de Cenon modifié,.

### Liste des maires
Depuis l'après-guerre, neuf maires se sont succédé à la tête de la commune.
| Période      | Période       | Identité              | Étiquette    | Qualité |
| ------------ | ------------- | --------------------- | ------------ | --- |
| 1945         | novembre 1950 | Gaston Cabannes       | SFIO         | Tailleur Député de la Gironde (1945 → 1946) Conseiller général de Carbon-Blanc (1945 → 1950) Décédé en fonction                                                                      |
| 1950         | mars 1959     | Paul Gros             |              | |
| mars 1959    | mars 1961     | Jean-Raymond Guyon    | SFIO         | Ancien fonctionnaire des contributions directes Ancien député de la Gironde (1945 → 1951 et 1956 → 1958) Conseiller général de Sainte-Foy-la-Grande (1945 → 1961) Décédé en fonction |
| mai 1961     | mars 1977     | André Le Floch        | SFIO puis PS | Secrétaire de mairie Ancien député de la Gironde (1re circ.) (1956 → 1958) Vice-président de la CUB (1967 → 1977)                                                                    |
| mars 1977    | mars 1980     | Claude Raymond        | PS           | Directeur d'école Démissionnaire |
| 1980         | juin 1995,    | Jean Darriet          | PS           | Professeur d'université Conseiller général de Floirac (1982 → 1992) |
| juin 1995    | mars 2001     | Pierre Garmendia      | PS           | Cadre administratif Député de la Gironde (4e circ.) (1980 → 1997) Conseiller général de Cenon (1992 → 1998)                                                                          |
| mars 2001    | février 2013  | Conchita Lacuey       | PS           | Cadre comptable Députée de la Gironde (4e circ.) (1997 → 2017) Démissionnaire |
| février 2013 | En cours      | Jean-Jacques Puyobrau | PS           | Cadre Conseiller départemental de Cenon (2017 → 2021) Vice-président de Bordeaux Métropole (2020 → ) Réélu pour le mandat 2020-2026                                                  |

### Politique de développement durable
La ville a engagé une politique de développement durable en lançant une démarche d'Agenda 21 en 2009.

### Politique environnementale
Dans son palmarès 2024, le Conseil national de villes et villages fleuris de France a attribué deux fleurs à la commune.

### Jumelages
Floirac est jumelée avec deux villes} :
- Diébougou (Burkina Faso)
- Burlada (Espagne) depuis 1985

À ce titre, deux rames du tramway de Bordeaux portent le nom des villes jumelées : Diébougou pour la rame 2208 et Burlada pour la rame 2227.

## Population et société
Les habitants sont appelés les Floiracais.es.

### Démographie

#### Évolution démographique
L'évolution du nombre d'habitants est connue à travers les recensements de la population effectués dans la commune depuis 1793. Pour les communes de plus de 10 000 habitants les recensements ont lieu chaque année à la suite d'une enquête par sondage auprès d'un échantillon d'adresses représentant 8 % de leurs logements, contrairement aux autres communes qui ont un recensement réel tous les cinq ans,.

En 2022, la commune comptait 17 939 habitants, en évolution de +4,41 % par rapport à 2016 (Gironde : +6,91 %, France hors Mayotte : +2,11 %).
| 1793  | 1800  | 1806  | 1821 | 1831 | 1836 | 1841  | 1846  | 1851  |
| ----- | ----- | ----- | ---- | ---- | ---- | ----- | ----- | ----- |
| 1 200 | 1 069 | 1 053 | 956  | 965  | 998  | 1 186 | 1 166 | 1 312 |

| 1856  | 1861  | 1866  | 1872  | 1876  | 1881  | 1886  | 1891  | 1896  |
| ----- | ----- | ----- | ----- | ----- | ----- | ----- | ----- | ----- |
| 1 421 | 1 537 | 1 524 | 1 640 | 1 585 | 1 842 | 2 265 | 2 311 | 2 517 |

| 1901  | 1906  | 1911  | 1921  | 1926  | 1931  | 1936  | 1946  | 1954  |
| ----- | ----- | ----- | ----- | ----- | ----- | ----- | ----- | ----- |
| 2 642 | 2 799 | 3 152 | 4 826 | 6 474 | 7 180 | 7 024 | 7 062 | 7 621 |

| 1962  | 1968  | 1975   | 1982   | 1990   | 1999   | 2006   | 2011   | 2016   |
| ----- | ----- | ------ | ------ | ------ | ------ | ------ | ------ | ------ |
| 8 196 | 8 241 | 12 040 | 14 477 | 16 834 | 16 157 | 16 099 | 16 522 | 17 182 |

| 2021   | 2022   | - | - | - | - | - | - | - |
| ------ | ------ | - | - | - | - | - | - | - |
| 17 749 | 17 939 | - | - | - | - | - | - | - |

#### Pyramide des âges
La population de la commune est relativement jeune.
En 2018, le taux de personnes d'un âge inférieur à 30 ans s'élève à 37,7 %, soit au-dessus de la moyenne départementale (35,9 %). À l'inverse, le taux de personnes d'âge supérieur à 60 ans est de 22,4 % la même année, alors qu'il est de 24,9 % au niveau départemental.
En 2018, la commune comptait 8 550 hommes pour 9 332 femmes, soit un taux de 52,19 % de femmes, légèrement supérieur au taux départemental (52,06 %).
Les pyramides des âges de la commune et du département s'établissent comme suit.
| Hommes | Classe d’âge | Femmes |
| ------ | ------------ | ------ |
| 0,6    | 90 ou +      | 1,2    |
| 5,5    | 75-89 ans    | 7,8    |
| 13,2   | 60-74 ans    | 16,2   |
| 19,2   | 45-59 ans    | 18,2   |
| 21,7   | 30-44 ans    | 20,7   |
| 19,0   | 15-29 ans    | 16,1   |
| 20,7   | 0-14 ans     | 19,8   |

| Hommes | Classe d’âge | Femmes |
| ------ | ------------ | ------ |
| 0,7    | 90 ou +      | 1,9    |
| 6,7    | 75-89 ans    | 8,9    |
| 15,7   | 60-74 ans    | 16,8   |
| 19,9   | 45-59 ans    | 19,3   |
| 19,9   | 30-44 ans    | 19,2   |
| 19,4   | 15-29 ans    | 18,1   |
| 17,7   | 0-14 ans     | 15,8   |

### Enseignement
| Écoles maternelles | Écoles élémentaires | Collèges                                                                         |
| - École Louis-Pasteur - École Jean-Jaurès - École Pierre-Curie-et-Marie-Curie - École Léon-Blum - École François-Mauriac - École Louis-Aragon - École Danielle-Mitterrand - École Sainte-Claire (privé) | - École Louis-Pasteur - École Jean-Jaurès - École Pierre-et-Marie-Curie - École Léon-Blum - École Albert-Camus - École Louis-Aragon - École Danielle-Mitterrand - École Sainte-Claire (privé) | - Collège Georges-Rayet - Collège Nelson-Mandela - Collège Sainte-Claire (privé) |

### Sports

#### Club municipal floiracais
Le Club municipal floiracais (CMF) réunit plus de 2 000 adhérents répartis en 18 sections sportives : aïkido, athlétisme, basket-ball, boxe anglaise, cyclotourisme, football, force athlétique, full-contact, gymnastique volontaire, handball, judo, jujitsu, karaté, pétanque (2 sections : CMF République et CMF Burlada), rugby à XV (288 licenciés en 2009), tennis et volley-ball. Cette association a été créée le 3 janvier 1972 dans le but de regrouper au sein d'une même entité tous les clubs de sport de la ville déjà existants.

#### Équipements sportifs
| Intérieurs | Extérieurs |
| - Gymnase Yves-du-Manoir - Gymnase Ralite - Dojo de la Burthe - Dojo du Castel - Salle Monrepos - Salle des anciens Bains-Douches | - Stade Guyon - Terrains sportifs de la Burthe - Terrain de pétanque place Burlada - Terrain de pétanque place de la République |

#### Palmarès
- Champion de France de Force Athlétique par équipe : 2008 et 2009[51]

### Santé
L'ESAT Gaillan-Richelieu accueille 90 personnes handicapées cérébro-lésées au sein de ses deux services : un service « ateliers » qui fait de la sous-traitance (petite mécanique, façonnage, conditionnement, mise sous plis, etc.) et un service « hors les murs » qui accompagne des personnes reconnues « travailleur handicapé » dans leur projet de trouver ou retrouver un travail en milieu ordinaire.

### Cultes

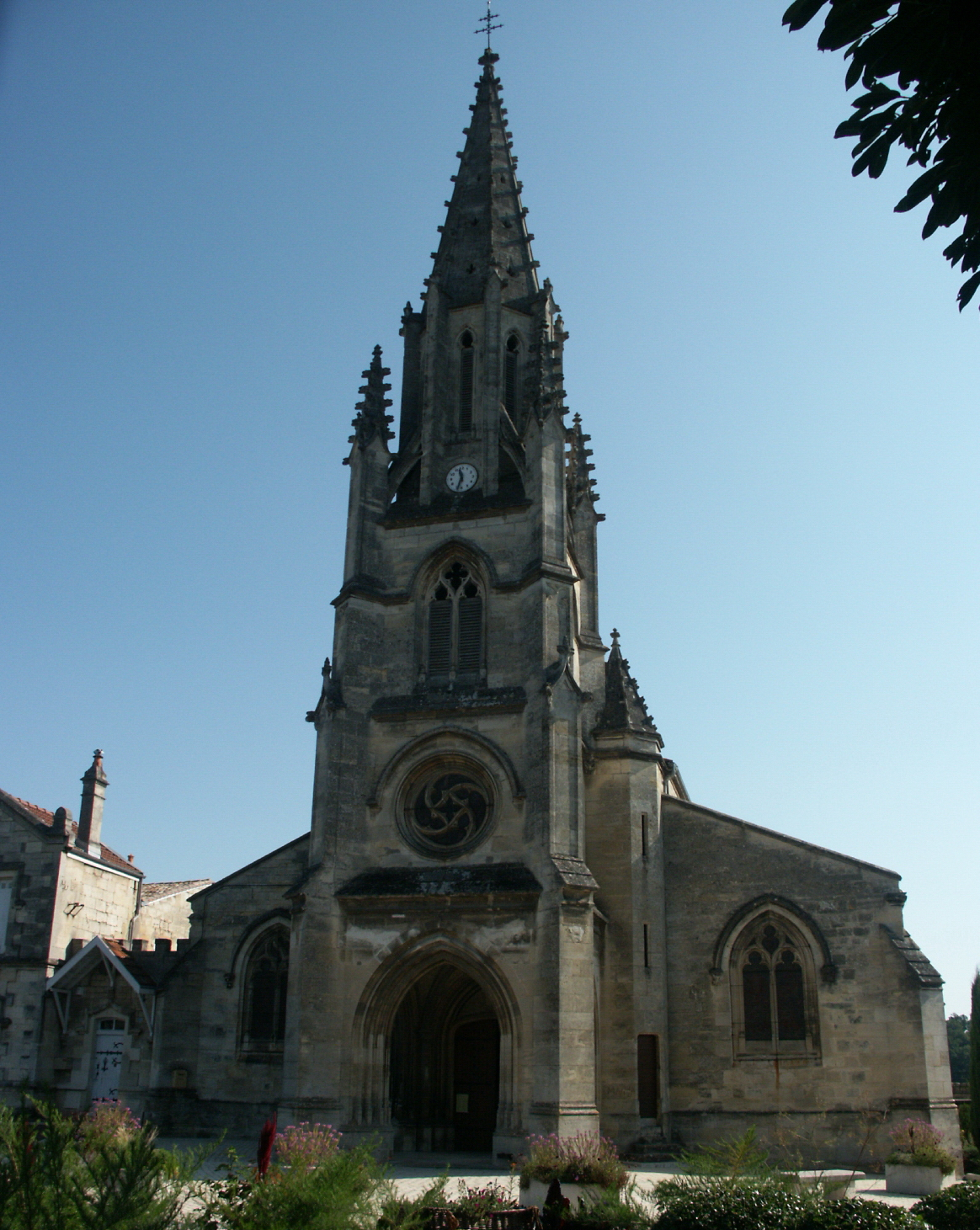
Église Saint-Vincent.

Le culte catholique a lieu dans l'église Saint-Vincent (située dans le Haut Floirac) et dans la chapelle Sainte-Thérèse de l'Enfant Jésus (construite dans le Bas Floirac).
Le culte protestant est organisé dans l'église Biblique Baptisme de la rive droite.

### Manifestations culturelles et festivités
- Le Carnaval des Deux-Rives se déroule début mars.
- Le Festival des Bulles en Hauts de Garonne[54] : créé en 2001, cette manifestation a pour thème la bande dessinée. Elle se tient successivement dans l'une des villes suivantes : Bassens, Cenon, Floirac et Lormont.
- Le Festival des Hauts de Garonne se tient en juillet.
- La 7ème étape du Tour de France 2023 (Mont-de-Marsan - Bordeaux) est passée par Floirac le 7 juillet 2023[55].

### Tournage
Les scènes extérieures de la série Famille d'accueil sont tournées au domaine de la Roche Égarée à Floirac, jusqu'au 12e épisode de la saison 11, où dans la série, la maison est ravagée par un incendie.
Les scènes extérieures du commissariat et de l'institut médico-légal de la série France TV Alexandra Ehle, avec Julie Depardieu, sont tournées à l'Observatoire de Bordeaux.

## Économie
L'activité économique de la ville se concentre dans sept zones réservées au commerce, le centre-ville et l'atelier industriel de l'aéronautique.

### Zones d'activité

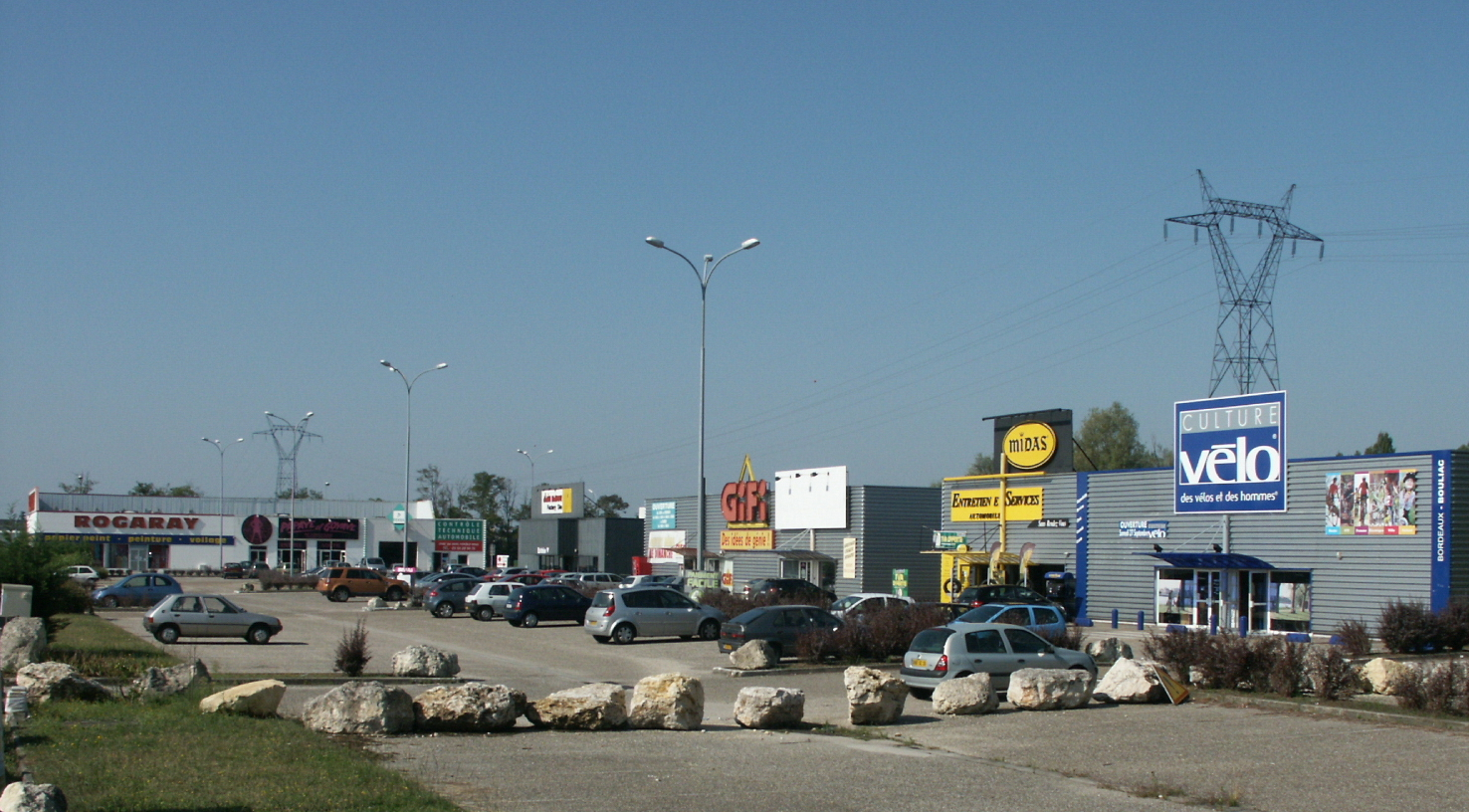
Le lotissement commercial de Vimeney.

Au nord-est de la ville, la zone d'activité des Mondaults, située en zone franche s’étend sur 12 hectares. En 2007, elle regroupe 170 entreprises et représente 500 emplois. En octobre 2008, les services informatiques de la société pharmaceutique Sanofi s’y installent. Ce nouveau site emploie 200 salariés.
La Zone Industrielle de la Souys-Emile Combes est le dernier pôle industriel de la ville. Son espace se réduit avec la fermeture et la destruction des anciennes usines. Une importante surface est occupée par plusieurs sociétés du Groupe FAYAT, dont la société SEG-FAYAT (Chiffre d’affaires de 56 M€ en 2010), entreprise générale de bâtiment et acteur régional reconnu dans le domaine de la construction et du génie civil à travers des centaines de réalisations dans les domaines de l’éducation, l’habitat, le tertiaire, la santé, l’industrie, le domaine vitivinicole.
Le lotissement commercial de Vimeney se situe en face de la galerie commerciale du centre Auchan Bouliac (37 724 m2) et bénéficie ainsi de son attractivité. Il est constitué d’une dizaine d’enseignes installées dans des bâtiments de structure métallique.
Créée en 1993, la nouvelle ZAC des Quais s'étend sur 42 hectares, des pieds du coteau aux berges de la Garonne. La Technopôle des Métiers du bâtiment a été construite dans sa partie est. Cette zone a été sélectionnée par la CUB pour accueillir la salle de spectacle la plus importante de la région (3 000 à 11 000 places), l'Arkea Arena.
Trois autres zones, plus petites, se trouvent sur le territoire de la commune : la zone artisanale de Pinel Gabarre, le parc d’activité de la Jacquotte et le centre commercial de la Gravette.

### Centre-ville
L'activité économique du centre-ville de Floirac se limite aux abords du croisement formé par l'avenue du Président-François-Mitterrand avec l'avenue Gaston-Cabannes et la rue Jules-Guesde. On y trouve une vingtaine de commerces, la mairie et le bureau de Poste de la commune.

### Atelier industriel de l'aéronautique
L'AIA spécialisé dans la maintenance des moteurs d’avions militaires emploie 920 salariés.

### Projet Euratlantique
Par un décret du 5 novembre 2009, l'état a décidé la création d'une opération d'intérêt national pour l'aménagement global des espaces situés autour de la gare Saint-Jean. Le projet est baptisé Bordeaux-Euratlantique.
Il se développera sur une surface de 738 ha répartis sur Bordeaux avec 386 ha, Bègles avec 217 ha et Floirac avec 135 ha. L'objectif, à l'horizon 2030, est de créer un centre d'affaires au rayonnement international dans ces nouveaux quartiers. Il est prévu la construction de 2,5 millions de m² de surface, répartis entre 150 000 logements et 500 000 m2 de bureaux. Des commerces et des équipements publics viendront compléter ces aménagements. C'est dans ce cadre que sont prévus l'aménagement des quais, la construction de la Bordeaux Métropole Arena, dessinée par Rudy Ricciotti, prévue pour 2018 et un nouveau pont, le pont Simone-Veil, dessiné par Clément Blanchet, prévu pour 2020, qui reliera Bordeaux et Bègles à Floirac dans la continuité de la ceinture des boulevards.

## Culture locale et patrimoine

### Lieux et monuments
- L'observatoire de Bordeaux : fondé en 1878 dans le Haut-Floirac, il dispose de quatre lunettes, un télescope de 60 cm, deux radiotélescopes ainsi qu'une bibliothèque ; il est inscrit au titre des monuments historiques depuis 2010[66].
- Église Saint-Vincent : édifice mêlant style roman, gothique flamboyant et néo-gothique, inscrit au titre des monuments historiques depuis 2001[67].
- Domaine de la Burthe : étendu sur 66 hectares, dont 60 de forêt, le domaine de La Burthe offre un espace privilégié pour la détente et les pratiques sportives.
- Parc du Castel, anciennement Parc Ledoux : a été construit dans les années 1820 au centre d'un vignoble de palus (vin rouge) qui produisait 15 tonneaux en 1874. Les chais rappellent le passé viticole de cette propriété. Pendant la Seconde Guerre mondiale, le marchand d'art Paul Rosenberg y a entreposé des toiles de valeur puis le château fut occupé par des généraux allemands qui firent construire une passerelle donnant accès à la DCA (artillerie anti-aérienne). Le domaine a été racheté en 1959 par la Mairie de Floirac : les écuries, la serre et l'abreuvoir sont détruits, le ruisseau « Le Rébédech » est busé. Le parc a été aménagé pour la plaisance ; y ont lieu les fêtes des écoles, des rencontres comme le carnaval ou les concerts de "l'été girondin"[68].
- Plaza de Goya : d'une structure métallique tubulaire, les arènes de Floirac proposaient 7 136 places et mesuraient 44 mètres de diamètre. Elles étaient considérées comme les arènes les plus au nord du monde. La dernière représentation de tauromachie a été donnée le 24 septembre 2006. Un mois plus tard, les arènes étaient mises à prix 8 000 € aux enchères pour être finalement vendues 31 000 €[69]. La structure a été remontée en 2007 à Fenouillet[70].
- Maison Latapie : élaborée en 1993 par les architectes Anne Lacaton et Jean-Philippe Vassal, cette maison de 185 m2 constituée en partie de plaques de fibrociment et d’une structure en polycarbonate ondulé a été conçue pour répondre à des budgets de construction réduits. Le coût de construction de cette maison s'est élevé à 450 000 francs soit environ 68 000 euros.
- Maison Lemoine[71] : conçue par l'architecte Rem Koolhaas, cette maison est inscrite au titre des monuments historiques depuis 2002[72]. Il obtiendra pour cette réalisation le prix de l'Équerre d'argent en 1998. Cette maison est le lieu de tournage du film Koolhaas Houselife[73].
- Domaine de Sybirol : situé avenue Pierre-Sémirot, il s'agit d'une demeure construite entre 1722 et 1728 entourée d'un parc remodelé par le paysagiste Fischer ; le domaine est inscrit au titre des monuments historiques en 2000[74].

### Floirac au début duXXesiècle
|  |

|  |

### Patrimoine naturel
- Les coteaux : classés zones naturelles d’intérêt écologique faunistique et floristique (ZNIEFF) depuis 1987[75], les coteaux abritent une flore calcicole et thermophile. On y retrouve ainsi des plantes méditerranéennes telles que la corroyère ou le genêt d'Espagne.

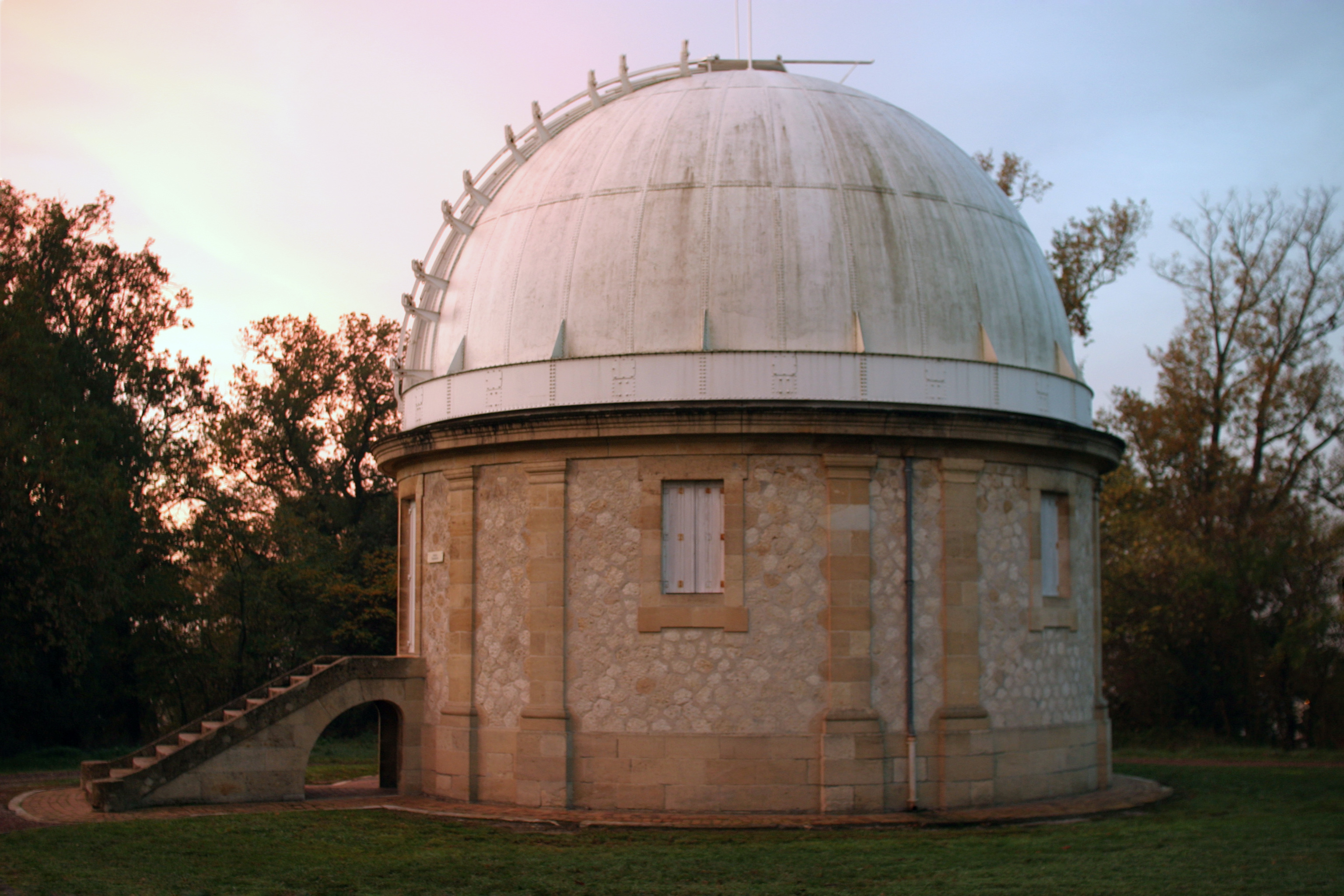
Observatoire de Bordeaux.
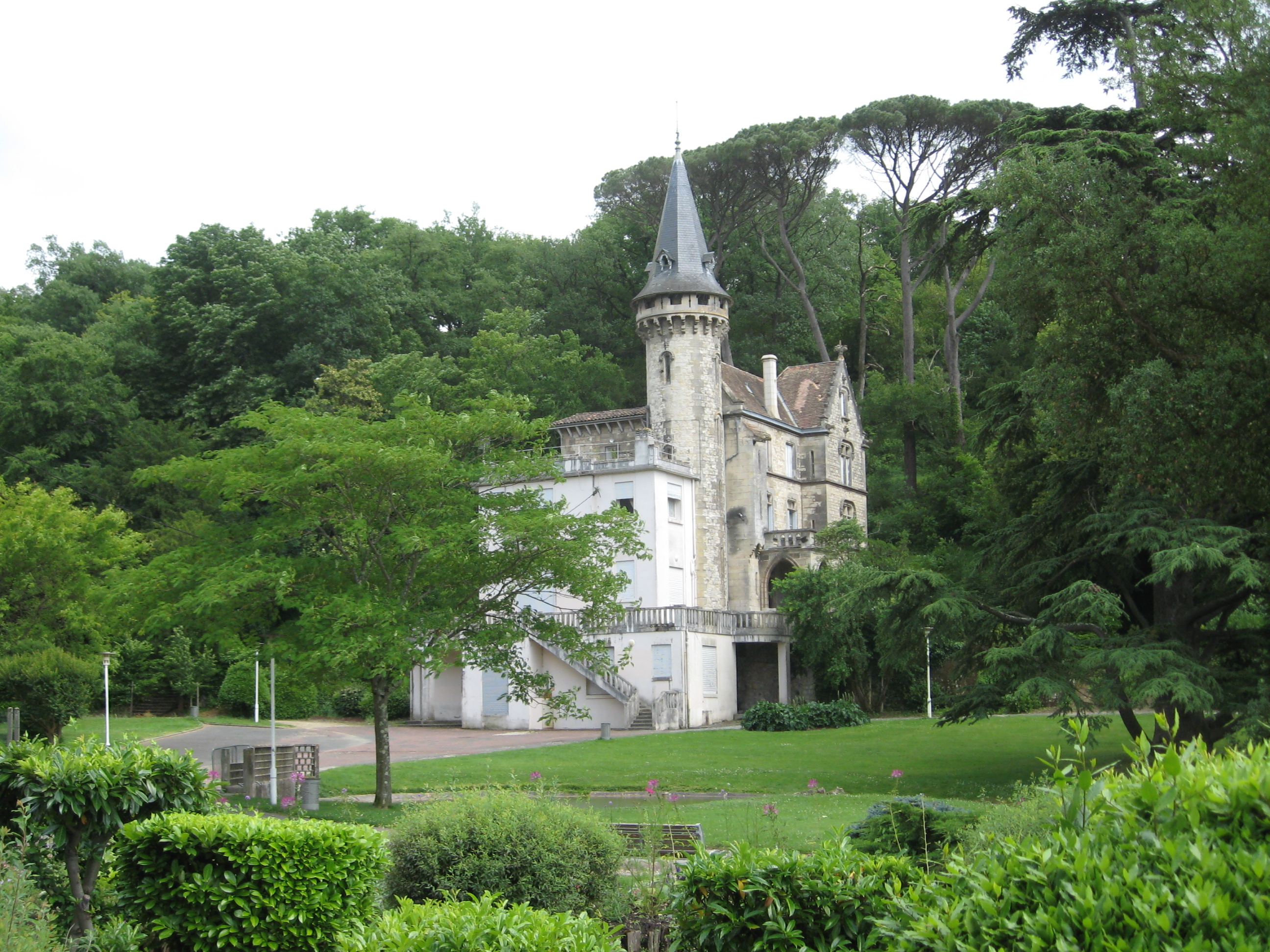
Parc du Castel.
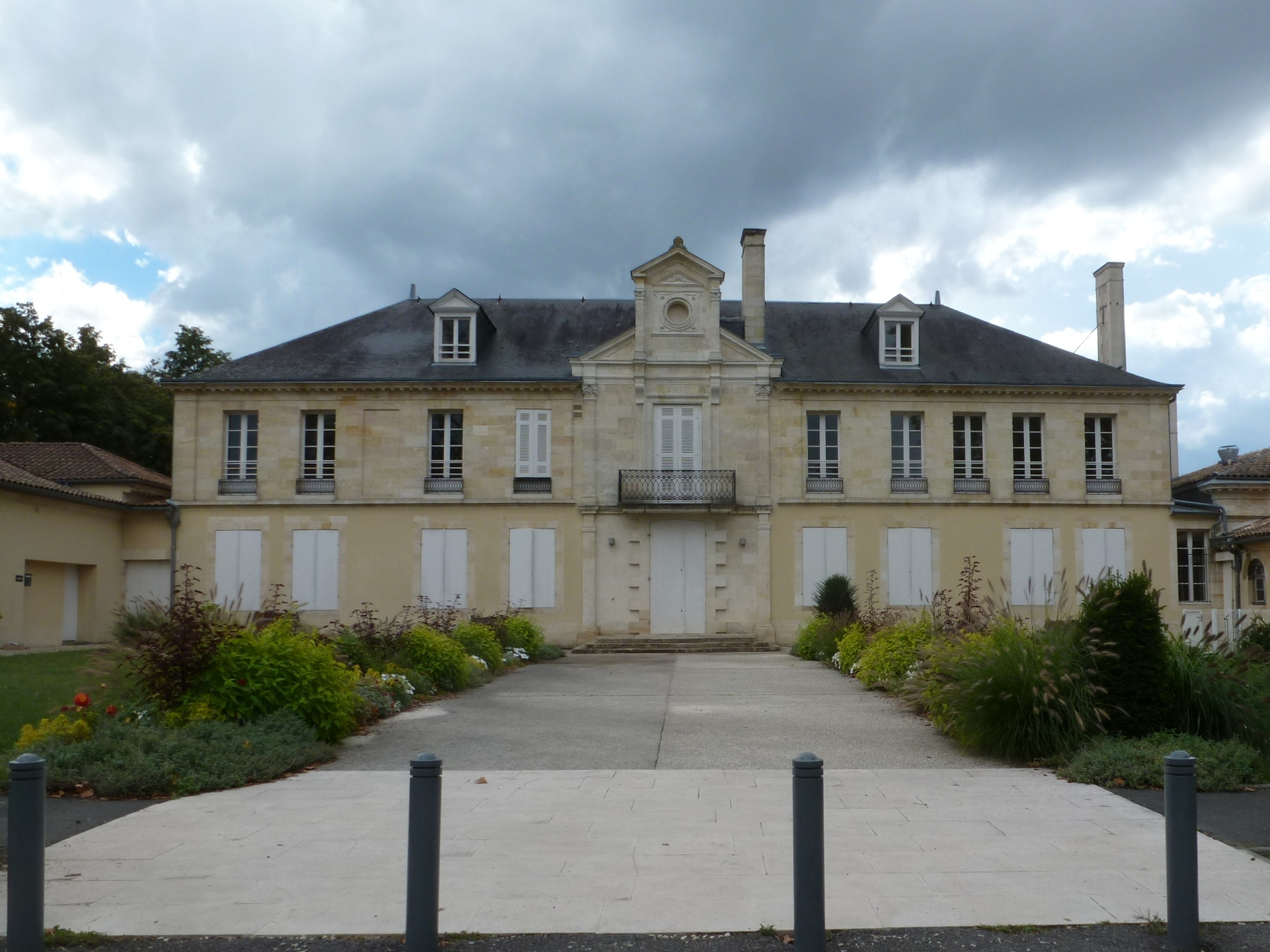
Château de La Burthe.
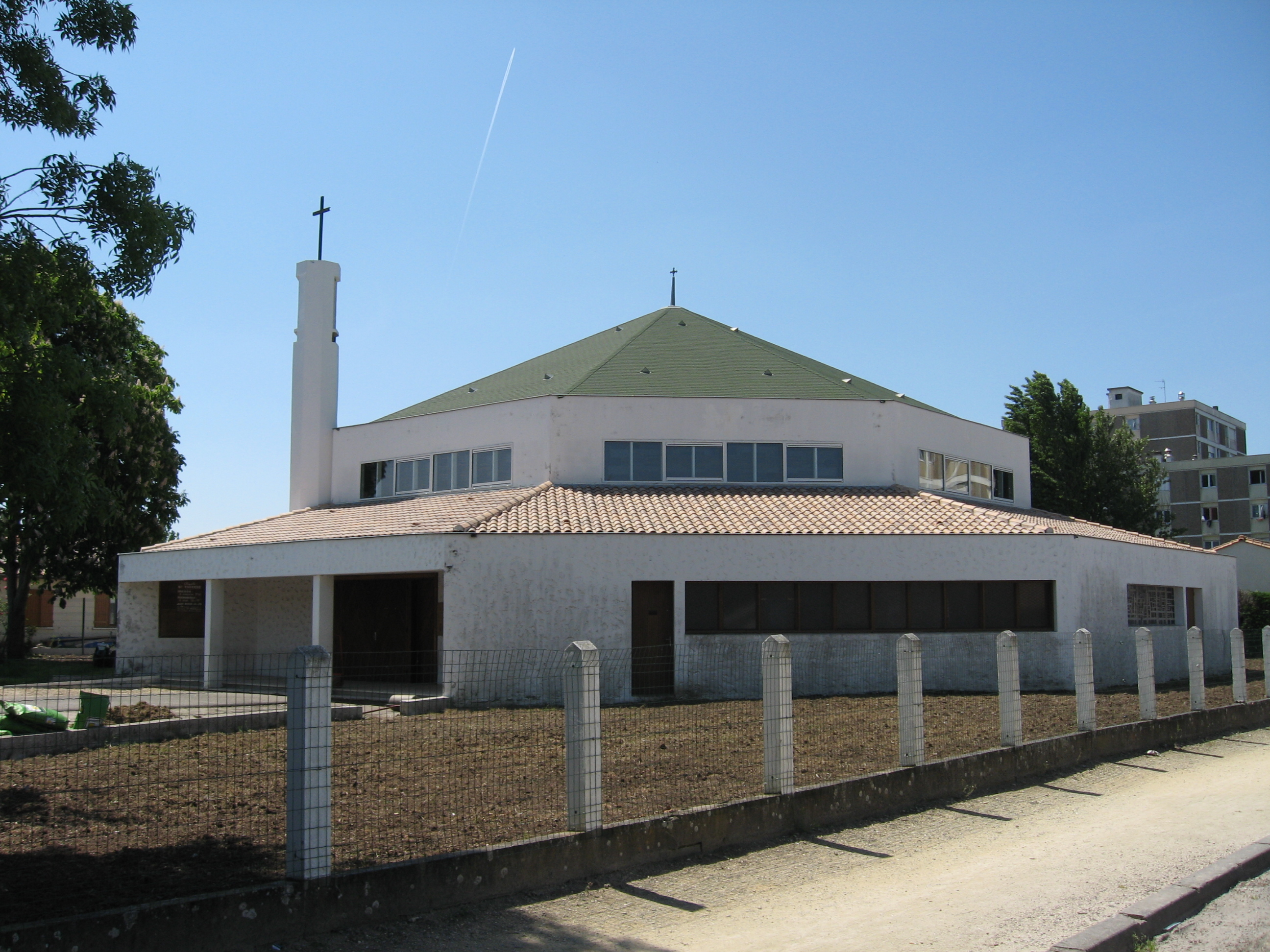
Chapelle Sainte-Thérèse de l'Enfant Jésus.
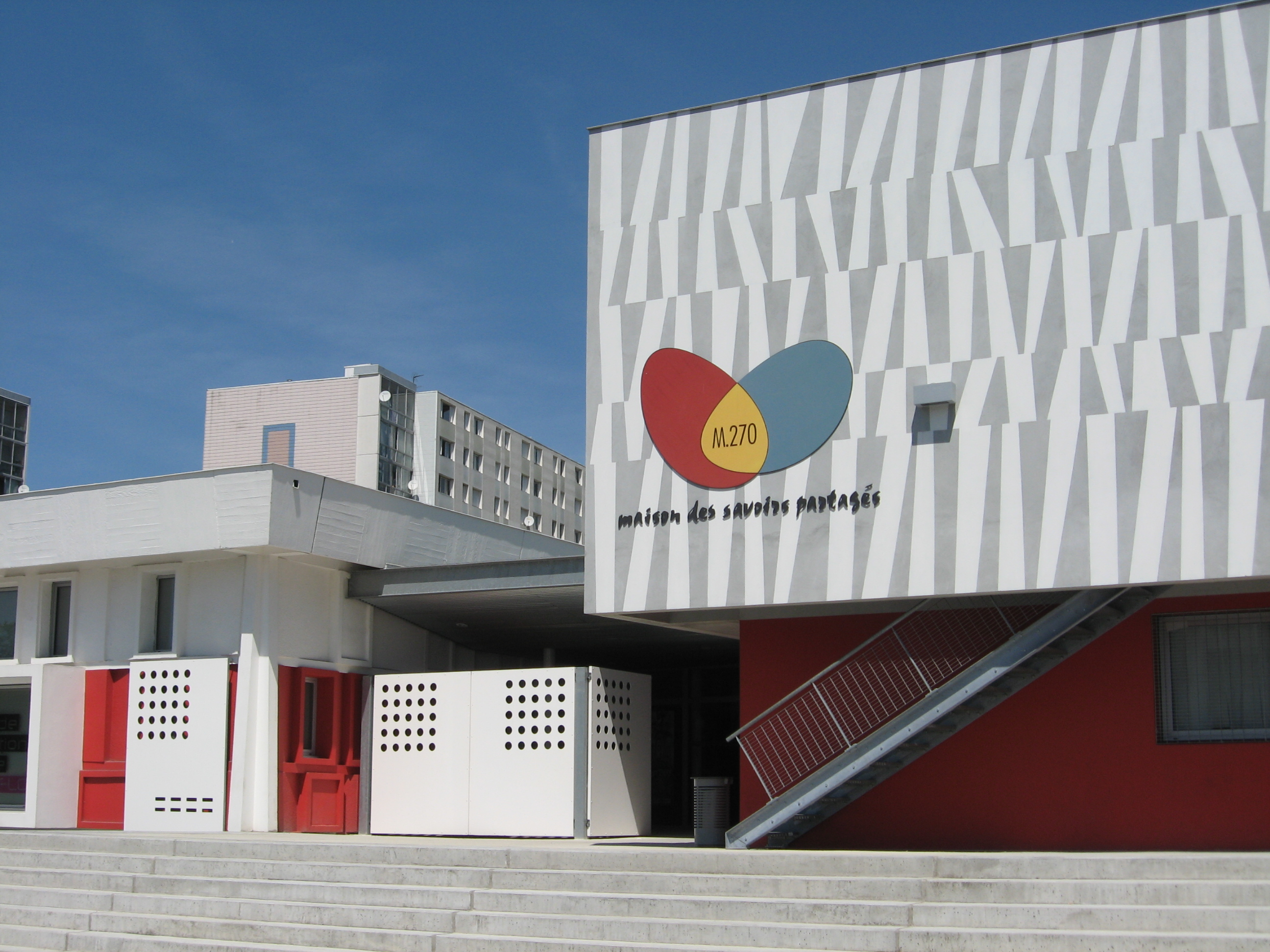
Maison des savoirs partagés.
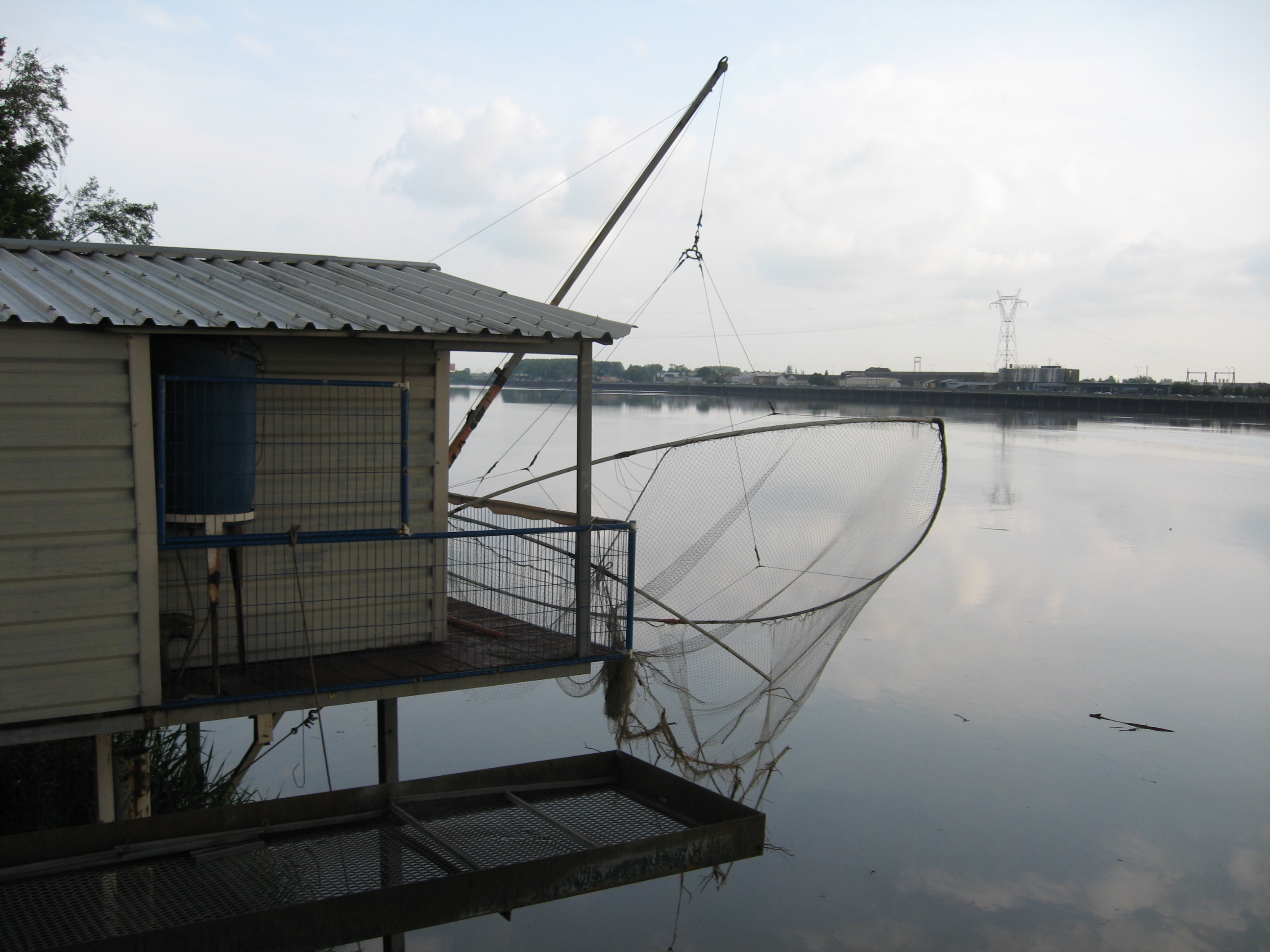
Cabane de pêche au carrelet sur la Garonne.
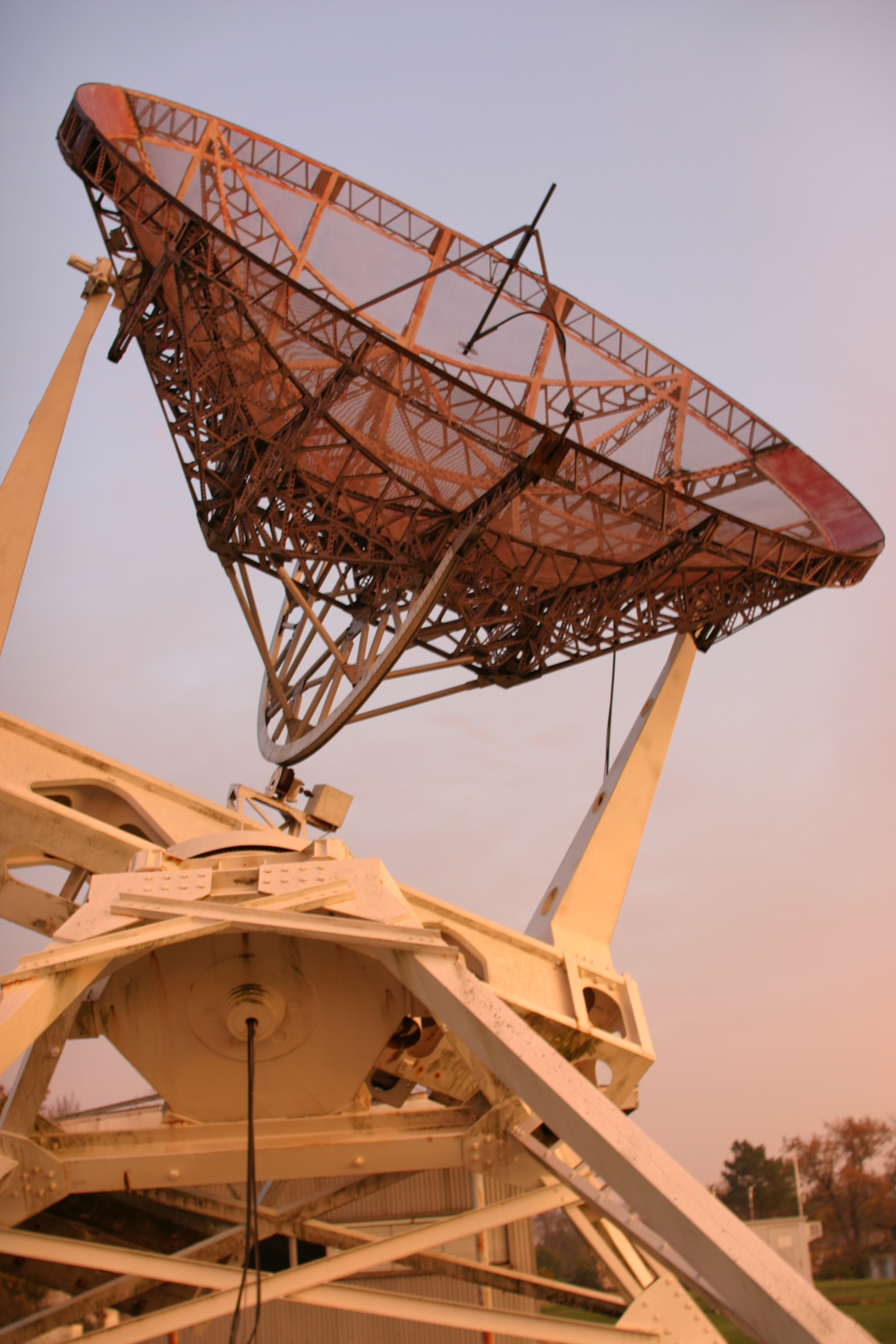
Radiotélescope éducatif de l'Observatoire (recyclage d'une antenne radar allemande de la Seconde Guerre mondiale).

### Personnalités liées à la commune

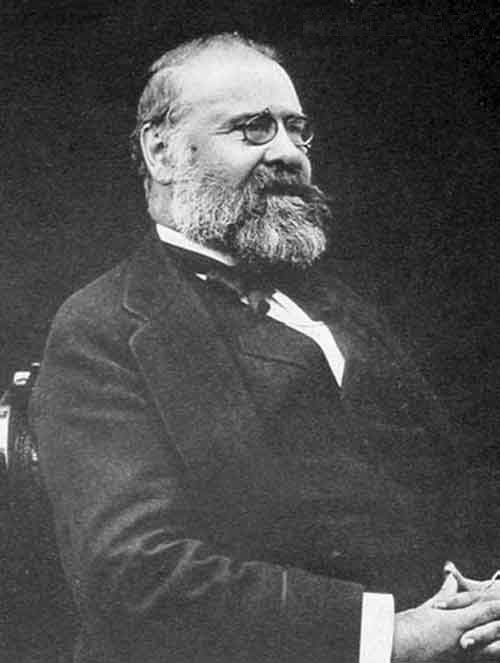
Georges Rayet

- Georges Rayet (1839-1906), astronome et fondateur de l'Observatoire de Bordeaux à Floirac.
- Luc Picart (1867-1956), mathématicien, astronome et directeur de l'observatoire
- Gaston Cabannes (1882-1950), député français, maire de Floirac de 1935 à 1941 et de  1945 à 1950
- Gilbert Rougier, (1886-1947), astronome, directeur de l'observatoire
- Jean Guyon (1900-1961), député français, secrétaire d'État, maire de Floirac de 1959 à 1961
- Henri Sauguet (1901-1989), compositeur français, organiste de l'église Saint-Vincent de 1916 à 1922
- Antoine Priore (1912-1983), était un technicien en électricité et électronique qui construisit, à partir de 1960, plusieurs machines destinées à traiter le cancer.
- Pierre Garmendia (1924-2016), député français, maire de Floirac de 1983 à 2001
- Conchita Lacuey (née en 1943), députée française, maire de Floirac de 2001 à 2013
- Alain Castet (né en 1950), évêque du Luçon, né dans la commune
- Alain Garraud (né en 1961), footballeur français, est né à Floirac.
- Antoine de Rochebrune (né en 1964), vicaire en France de l'Opus Dei
- Raphaël Dinelli (né en 1968), navigateur, né dans la commune
- Moussa Mansaly, dit Sam's (né en 1983), rappeur et acteur

### Héraldique
| Armes | Les armes de Floirac se blasonnent ainsi : De gueules à la bande d'argent chargée de trois abeilles au naturel et accompagnée, en chef, d'une comète d'or et, en pointe, d'une roue dentée du même. Les abeilles symbolisent le passage de Napoléon 1er à Floirac, la roue dentée représente l'industrie lourde et métallurgique et la comète, l'observatoire. La couleur rouge « sang » représente le courage et le pouvoir créatif et la couleur « or » marque la générosité et la bravoure ou la persévérance. |